# Yacimientos prehistóricos y cuevas decoradas del valle del Vézère
Los sitios prehistóricos y cuevas decoradas del valle del Vézère es un conjunto de yacimientos y cuevas que se encuentra distribuido a lo largo de cuarenta kilómetros en el valle del Vézère, entre Les Eyzies-de-Tayac-Sireuil y Montignac, en el departamento francés de la Dordoña.

## Patrimonio de la Humanidad
El conjunto de 147 yacimientos paleolíticos y 25 cuevas, que albergan algunas de las pinturas rupestres más importantes del Paleolítico Superior, fue declarado Patrimonio de la Humanidad por la Unesco en octubre de 1979. La inscripción se refiere esencialmente a las grutas decoradas más importantes para el estudio de arte parietal del Paleolítico superior, pero también incluye una serie de lugares arqueológicos.
La descripción del bien cultural clasificado por la UNESCO abarca una zona de 30 a 40 kilómetros aproximadamente, así como los cientos de miles de vestigios líticos óseos y artísticos que se descubrieron allí: 500.000 objetos en sílex tallado, 844 utensilios distintos y obras artísticas.
Parte de los hallazgos de arte mobiliar y otros utensilios prehistóricos se conservan y exponen en el Museo Nacional de Prehistoria de Eyzies.

## Listado de localizaciones de la UNESCO
| Código | Nombre                 | Lugar                              | Coordenadas                                    |
| ------ | ---------------------- | ---------------------------------- | ---------------------------------------------- |
| 85-001 | Abrigo de Cro-Magnon   | Les Eyzies de Tayac-Sireuil        | 44°56′25.6″N 1°0′34.6″E / 44.940444, 1.009611  |
| 85-002 | Abrigo del Pez         | Les Eyzies de Tayac-Sireuil        | 44°56′38.8″N 0°59′54.2″E / 44.944111, 0.998389 |
| 85-003 | Gruta de Font-de-Gaume | Les Eyzies de Tayac-Sireuil        | 44°56′13.2″N 1°1′35.6″E / 44.937000, 1.026556  |
| 85-004 | La Micoque             | Les Eyzies de Tayac-Sireuil        | 44°57′27.6″N 1°0′23.5″E / 44.957667, 1.006528  |
| 85-005 | La Mouthe              | Les Eyzies-de-Tayac-Sireuil        | 44°55′28.9″N 1°1′14.1″E / 44.924694, 1.020583  |
| 85-006 | Laugerie-Basse         | Les Eyzies-de-Tayac-Sireuil        | 44°57′3.8″N 0°59′57.5″E / 44.951056, 0.999306  |
| 85-007 | Laugerie-Haute         | Les Eyzies-de-Tayac-Sireuil        | 44°57′11.8″N 1°0′12.3″E / 44.953278, 1.003417  |
| 85-008 | Cueva del Grand Roc    | Les Eyzies-de-Tayac-Sireuil        | 44°56′58.2″N 0°59′54.0″E / 44.949500, 0.998333 |
| 85-009 | Les Combarelles        | Les Eyzies-de-Tayac-Sireuil        | 44°56′36.8″N 1°2′31.6″E / 44.943556, 1.042111  |
| 85-010 | Le Cap Blanc           | Marquay                            | 44°56′44.3″N 1°5′50.6″E / 44.945639, 1.097389  |
| 85-011 | Lascaux                | Montignac                          | 45°3′13.3″N 1°10′12″E / 45.053694, 1.17000     |
| 85-012 | Gruta de Rouffignac    | Rouffignac-Saint-Cernin-de-Reilhac | 45°0′31.7″N 0°59′15.5″E / 45.008806, 0.987639  |
| 85-013 | Roc de Saint-Cirq      | Saint-Cirq                         | 44°55′33.9″N 0°58′2.9″E / 44.926083, 0.967472  |
| 85-014 | Le Moustier            | Peyzac-le-Moustier                 | 44°59′39.6″N 1°3′35.5″E / 44.994333, 1.059861  |
| 85-015 | La Madeleine           | Tursac                             | 44°58′1.3″N 1°2′11.1″E / 44.967028, 1.036417   |

## Extracto de la justificación de la inscripción
« Algunos de los conjuntos figurados de las grutas de Vézère se conocen mundialmente como obras maestras del arte prehistórico: la «Venus de Laussel» y la «Frise des chevaux» en altorrelieve del Cap Blanc (Marquay), y sobre todo las famosas pinturas parietales de la gruta de Lascaux (Montignac) cuyo descubrimiento, en 1940, es fecha señalada en la historia del arte prehistórico: escenas de caza compuestas con destreza, aplican alrededor de un centenar de figuras animales, asombrosas por la precisión de la observación, la riqueza de los colores y la vivacidad de la representación.»
«Los objetos y las obras de arte recuperados en el valle del Vézère son los testigos extremadamente raros de civilizaciones desde hace tiempo desaparecidas, muy difíciles a comprender. Este material, infinitamente precioso para el conocimiento de los períodos más remotos de la historia de los hombres, es bastante anterior a la Antigüedad propiamente dicha, remontando hasta el período paleolítico. Presenta un interés universal, por eso excepcional a nivel histórico que desde un punto de vista etnológico, antropológico o estética.»

## Visitas
Algunos de estos lugares están cerrados al público, como la Gruta de Lascaux. Sin embargo, más de la mitad están aún abiertas a las visitas, con mayor o menor limitación, libre, o en grupos reducidos o previa solicitud especial, según el caso. Así, entre las cuevas con arte parietal que pueden visitarse están: el abri du Poisson, la Gruta de Font-de-Gaume, Les Combarelles, Le Cap Blanc, la gruta de Rouffignac o la Roc de Saint-Cirq. Por lo que se refiere a los abrigos rocosos, son susceptibles de visita: el abri de Cro-Magnon, La Micoque, Laugerie-Basse, Laugerie-Haute y los dos abrigos de Le Moustier. Por otra parte, se realizaron algunas reproducciones (Lascaux II) para permitir al público descubrir este patrimonio excepcional.